# Karl Axel Tunberger
Karl Axel Ivar Tunberger, ursprungligen Johansson, född 14 december 1912 i Eksjö stadsförsamling, Jönköpings län, död 18 mars 1986 Högalids församling i Stockholm, var en svensk journalist och tidningsman. 

## Biografi
Tunberger var son till handelsträdgårdsmästare Axel Johansson och Olga Svensson. Han blev filosofie kandidat vid Uppsala universitet 1935 och var anställd vid Upsala Nya Tidning 1936–1937. År 1938 blev han utrikes telegramredaktör på Dagens Nyheter. Han var Londonkorrespondent för nämnda tidning 1946–1948 och utrikesredaktör där 1948–1954. 
År 1954 fortsatte Tunberger sin journalistbana på Svenska Dagbladet, där han var andre redaktör 1955–1969 och politisk huvudredaktör 1969–1978. Åren 1963–1978 var han också ansvarig utgivare där. 
Från platser i Västeuropa, Balkan, USA, Sovjet och Kina gjordes politiska reportage.
Han var 1943–1964 gift med matskribenten Pernilla Tunberger och från 1977 med Mai Danielson Tunberger (1920–2002). Sonen Johan Tunberger (1944–2022) var också journalist.